# 何海晏
何海晏（1521年—1580年），字治象，號敬庵，山東平陰縣人，軍籍。明朝政治人物。

## 生平
嘉靖二十二年（1543年）癸卯科山東鄉試第二十四名舉人。嘉靖二十三年（1544年）中式甲辰科會試第二百八十六名，登第三甲第七十二名進士。授四川顺庆府推官，升吏部文选司郎中，迁太仆寺少卿。退官归，悠游林下三十餘年。

## 著作
萬曆二年（1574年）纂修《平阴县志》8卷本。著有《敬庵斋集》、《候虫鸣诗集》等。

## 家族
曾祖何泰；祖父何澍；父何琦。嫡母周氏；生母司氏。慈侍下。

## 佚事
《聊齋誌異》記何海晏居官杖殺買油人遭到報應，最終家境敗落之事。